# Cocatedral de Sant Pau
La Cocatedral de Sant Pau és una catedral catòlica edificada a la ciutat de Mdina a Malta, que comparteix seu episcopal amb la cocatedral de Sant Joan de La Valletta. Va ser construïda en el lloc on el governador local Publius va rebre l'apòstol Pau de Tars, quan va naufragar a les costes malteses.

## Història

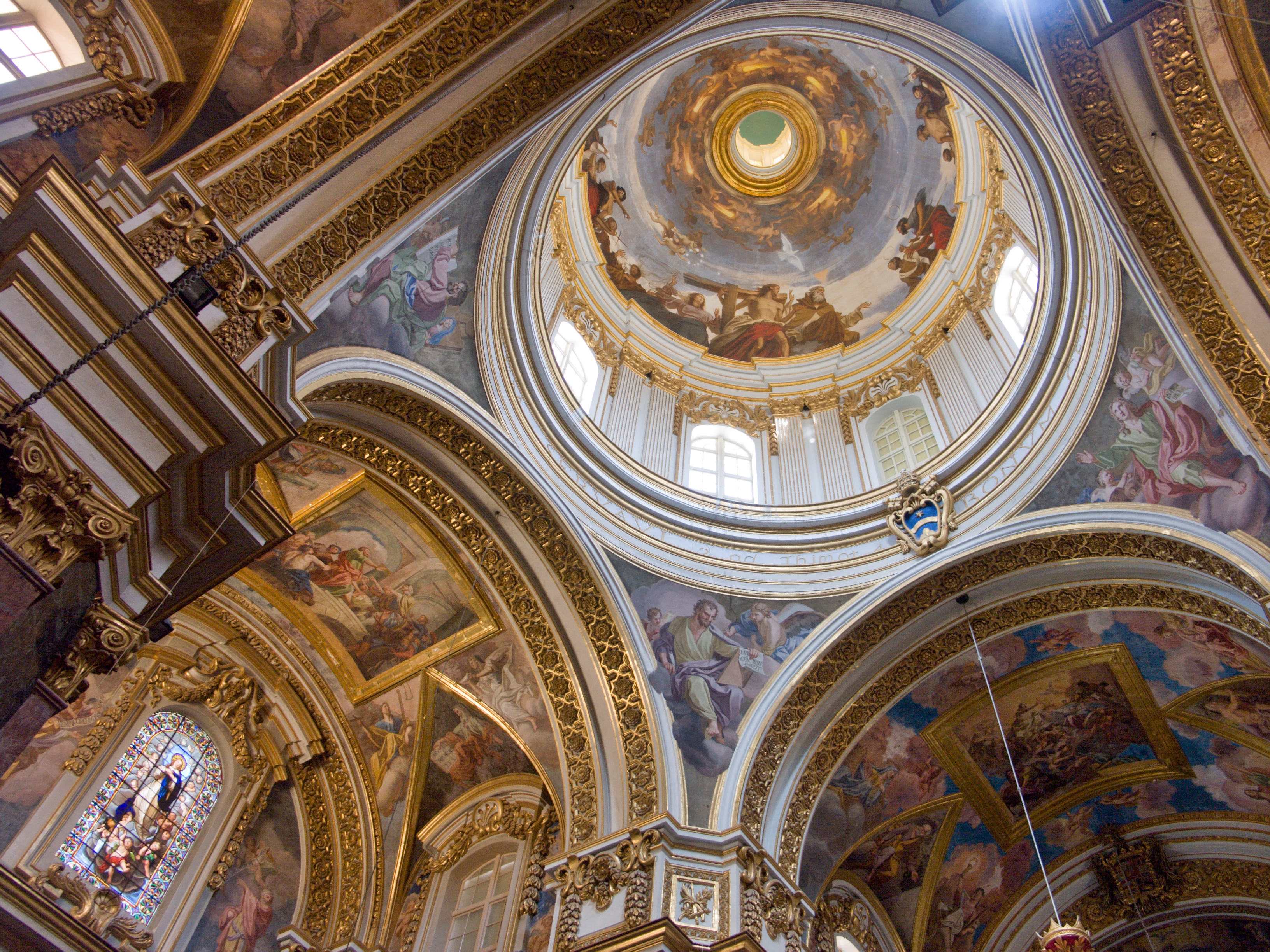
Vista de la llanterna interior

Dissenyada per l'arquitecte Lorenzo Gafa, va ser construïda entre 1697 i 1702 després que l'antiga catedral normanda hagués estat destruïda per un terratrèmol el 1693. Per sort, el terratrèmol no ho va destruir tot i va mantenir les pintures interiors com la Conversió de Sant Pau del pintor calabrès Mattia Preti i una pintura toscana del segle xv de la Mare de Déu i uns frescos que mostren el naufragi de Sant Pau. Moltes de les peces de fusta de la cocatedral, incloses les portes, es van fer amb fusta irlandesa. La catedral té una substancial col·lecció de plata i monedes, i altres peces de l'artista alemany Albrecht Dürer.

## Arquitectura
La façana de color ocre està flanquejada per dos campanars i dona pas a un interior imponent amb trespol de marbre i adornat amb treballs d'obra i amb capelles laterals. La volta, sostinguda per una sèrie d'arcs daurats, conté una sèrie frescos realitzats pels germans Manno, que representen el naufragi de St. Paul a Malta tal com figura al Fets dels Apòstols.